# Passo da Furka
O passo da Furka, o Furkapass como é chamado em alemão, é um passo ou colo rodoviário que culmina a 2 429 de altitude no maciço de São Gotardo, Alpes suíços, e permite a ligação entre o vale do Ródano a Andermatt no Cantão de Uri.
Na encosta oeste, vindo de Oberwald, a estrada passa a uma centena de metros do glaciar do Ródano, a nascente do rio do mesmo nome. Até Gletsch, que se situa a 1 753 m, a estrada é a mesma que a do colo do Grimsel.

## História
Depois da integração do Valais no Império Romano ( 15 A.C.), o Vale do Ródano fez parte da províncias de Récia até cerca do ano 100 D.C. e a ligação este-oeste pelos Alpes fazia-se principalmente pela Furka e passo do Oberalp, Na Alta Idade Média, o colo serviu de novo como fronteira entre as dioceses de Coira e Sion. 
O comercio e a circulação são mencionados nos documentos de Urseren desde 1420 em relação ao Valais que importava sobretudo sal, e exportava além do vinho, cereais e peles. 
Entre 1863 e 1866 a Furka foi empedrada de Oberwald até Hospental nos cantões de Uri e Valais. Favorecido com a abertura do Grimselpass em 1895, a circulação aumentou e o primeiro hotel foi aberto em Gletsch em 1830.
A sociedade Furka-Oberalp-Bahn (FO) fundada em 1925 terminou a linha de caminho de ferro  Brigue-Gletsch-Disentis que a Confederação suíça havia feito só até Gletsch em 1915, e explorou-a até que foi aberto o Túnel de base da Furka em 1982. Com 15,35 km este túnel de caminho de ferro liga  Oberwald no Valais a 1 368 m de altitude e Realp, no Cantão de Uri a 1 538 m.

## Imagens

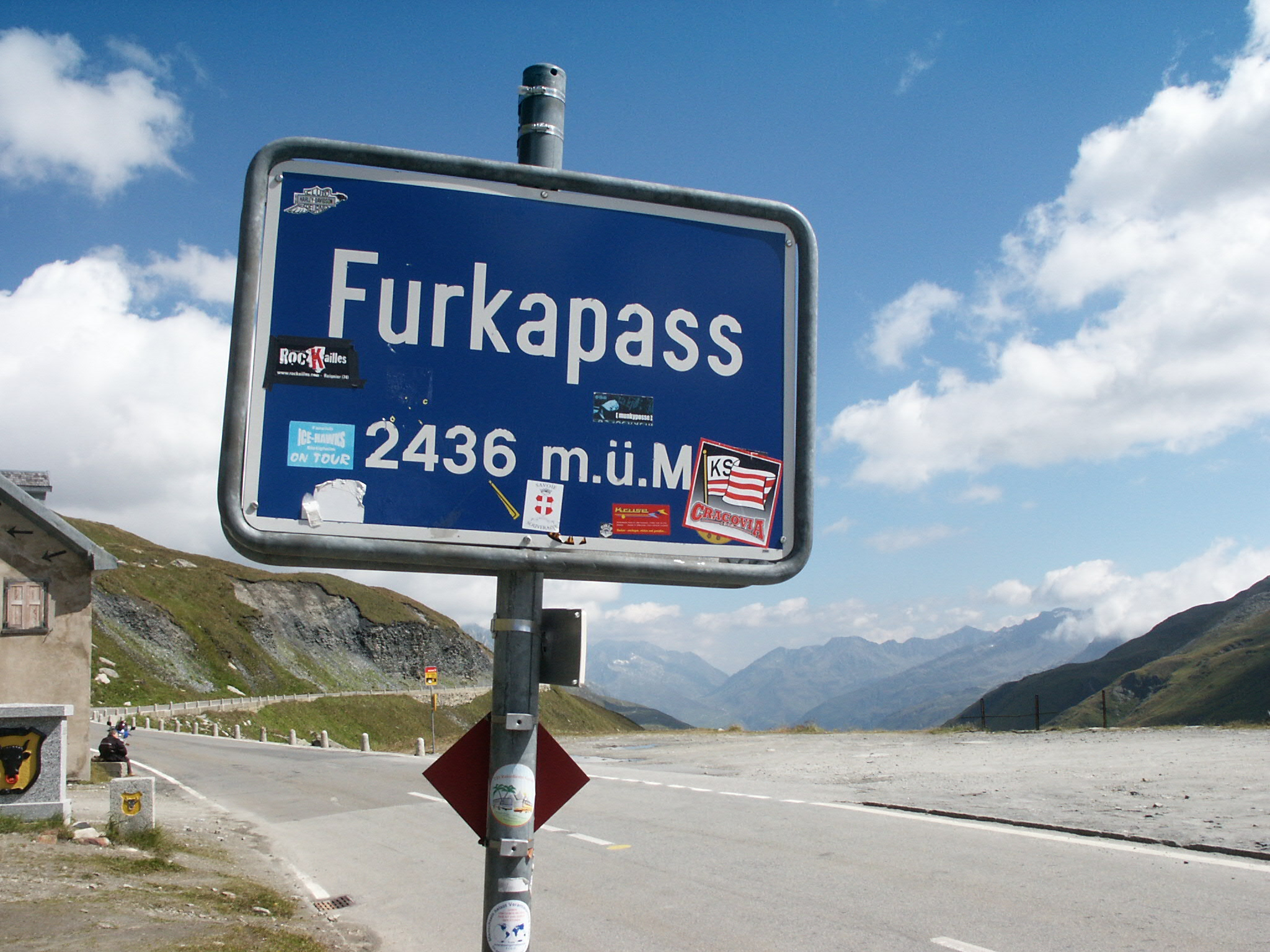
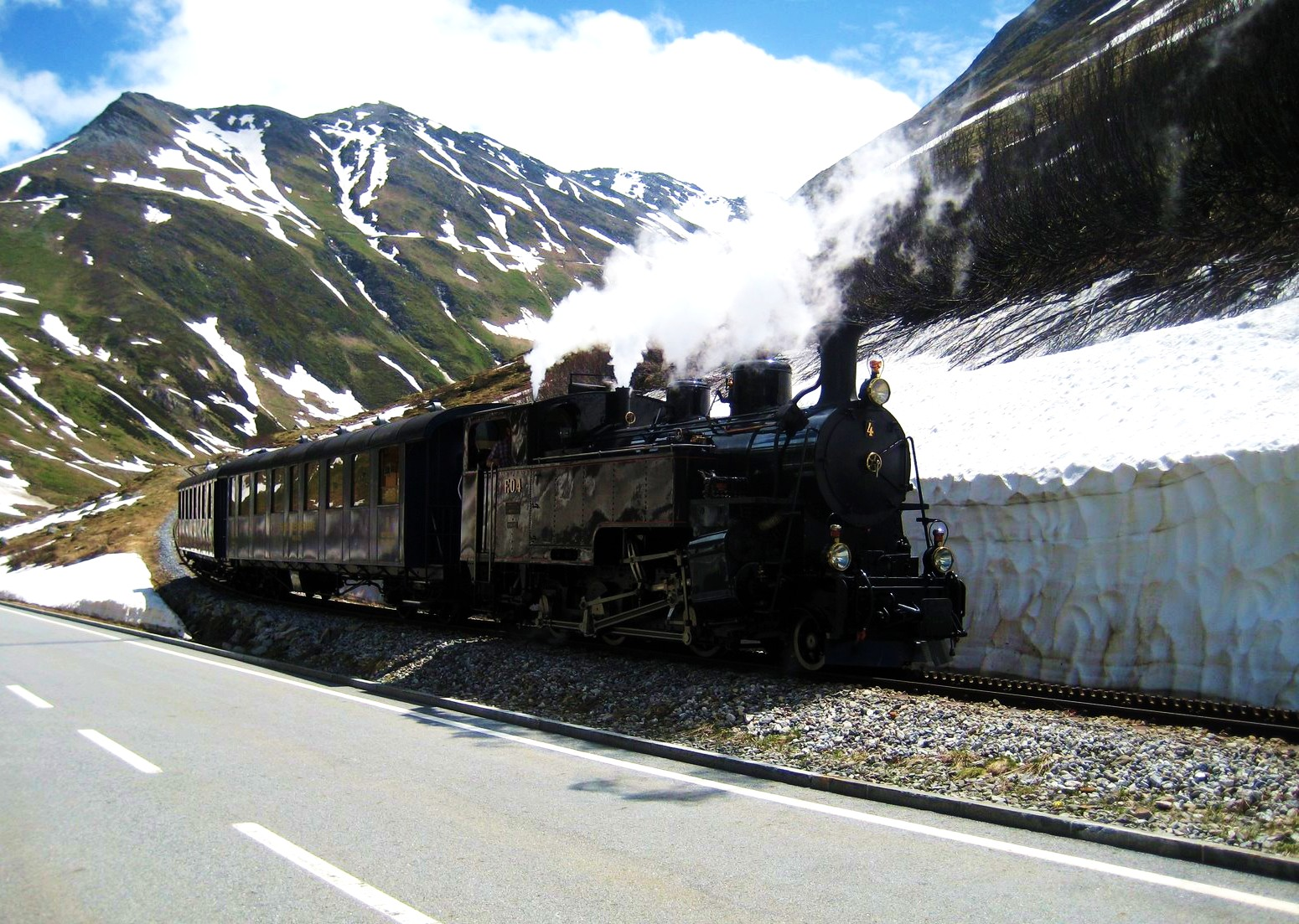
Furka Heritage Railway
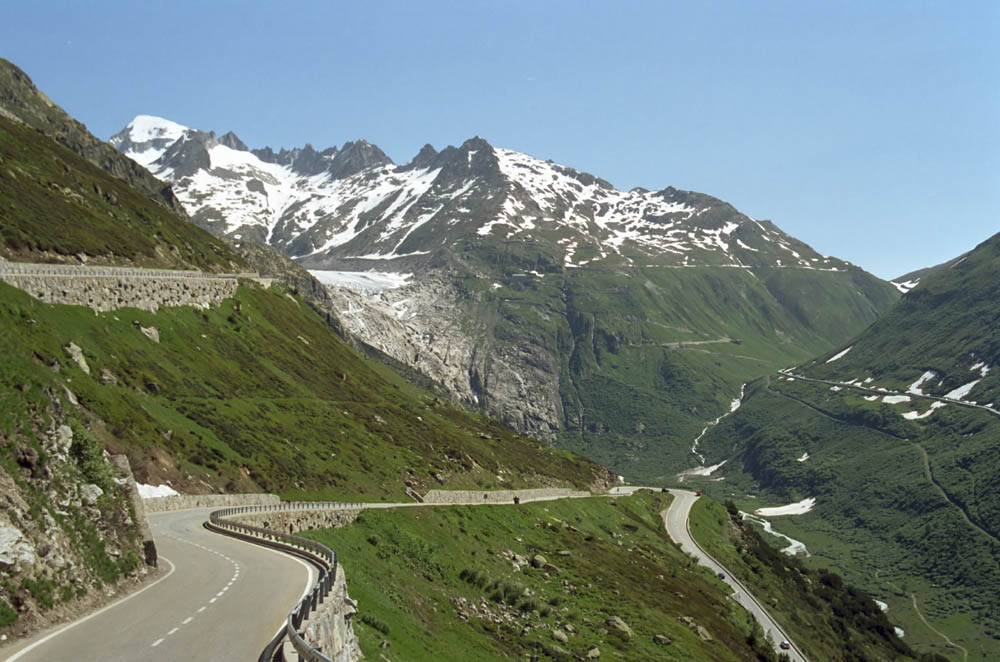
Furka Pass
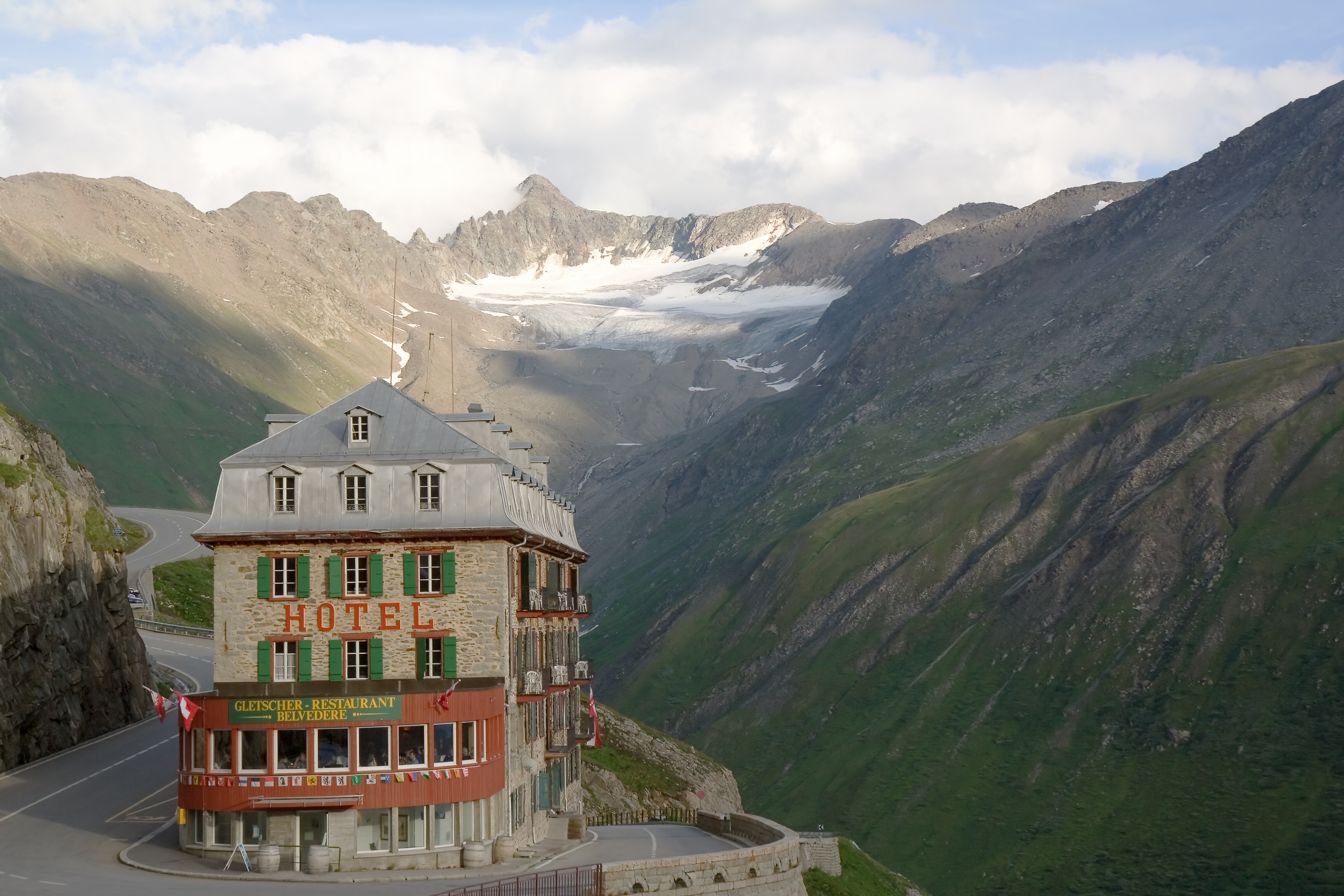
Hotel Belvedere
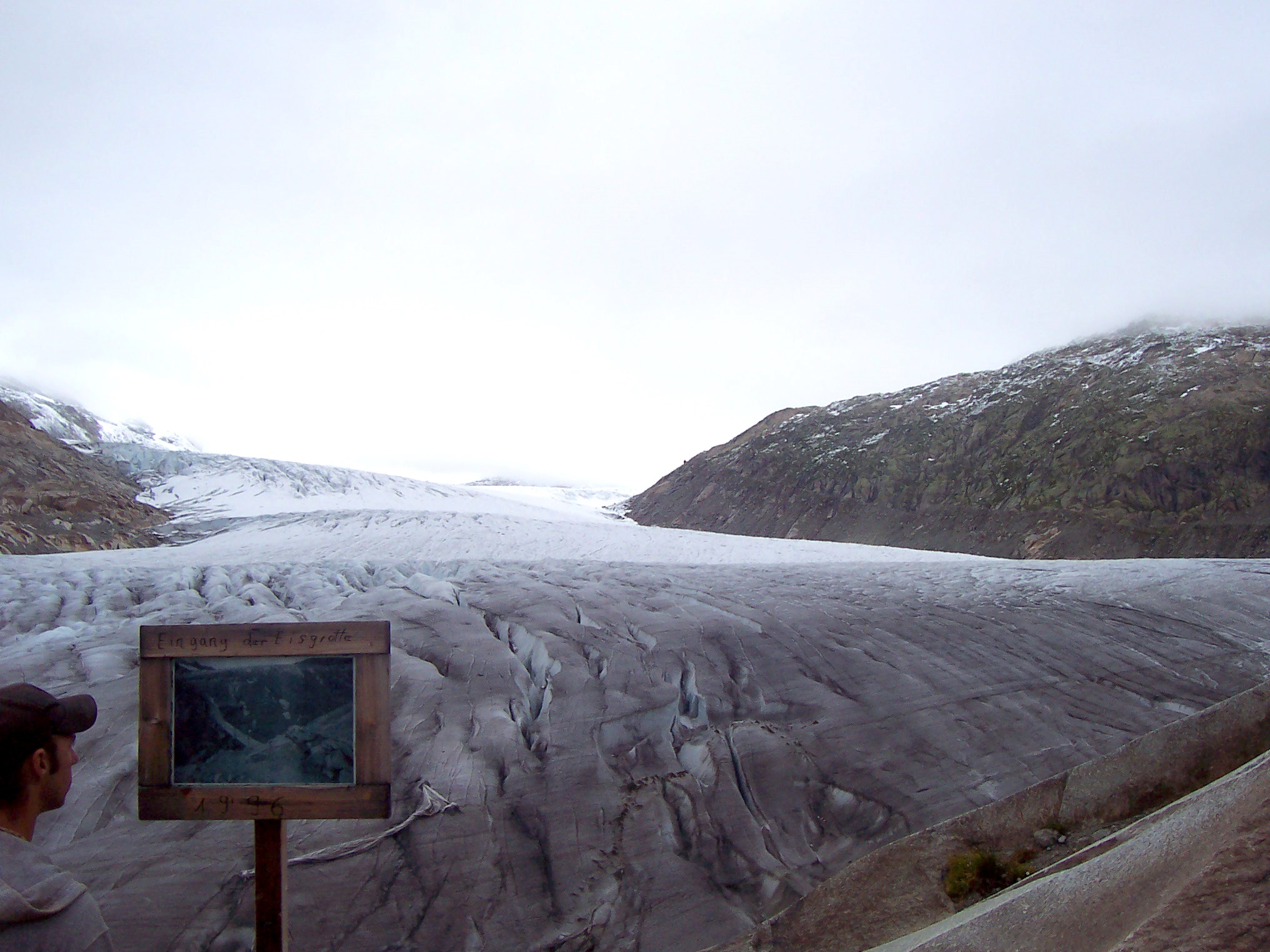
Glaciar do Ródano
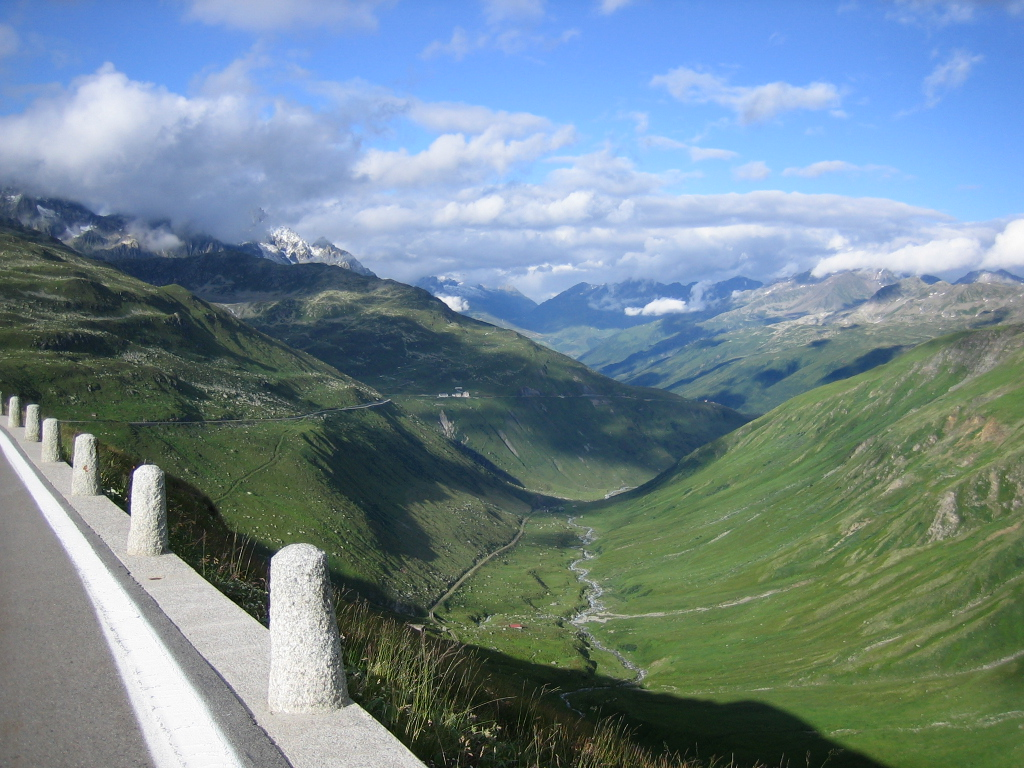
Direcção de Uri